# Бајндерсхајм
Бајндерсхајм (њем. Beindersheim) општина је у њемачкој савезној држави Рајна-Палатинат. Једно је од 25 општинских средишта округа Рајна-Палатинат. Према процјени из 2010. у општини је живјело 3.015 становника. Посједује регионалну шифру (AGS) 7338002.

## Географски и демографски подаци
Бајндерсхајм се налази у савезној држави Рајна-Палатинат у округу Рајна-Палатинат. Општина се налази на надморској висини од 94-95 метара. Површина општине износи 5,7 km². У самом мјесту је, према процјени из 2010. године, живјело 3.015 становника. Просјечна густина становништва износи 526 становника/km².